# Dépanneuse
Pour les bateaux, voir Remorqueur.
Une dépanneuse, ou remorqueuse, est un véhicule qui sert à tracter, ou remorquer, des véhicules automobiles, généralement après une panne ou un accident. Le véhicule automobile est chargé et acheminé jusqu'à un garage ou une casse automobile.
La dépanneuse peut intervenir à la demande du propriétaire de la voiture, des forces de l’ordre, ou de la compagnie d’assurance automobile ou d'assistance.

## Historique
La dépanneuse a été inventée en 1916 à Chattanooga, dans le Tennessee, par un ouvrier de garage, Ernest Holmes,. Lors d'une sortie de route d'une voiture se terminant dans un ruisseau, il fut obligé de tirer la voiture en utilisant des rochers, des cordes et six hommes. Après tous ces efforts, il songea à un moyen pour tirer les voitures et libérer la route plus rapidement lors d'un accident. Il achète alors une Cadillac de 1913, la voiture américaine la plus puissante et la plus robuste de l'époque. Il coupe tout l'arrière de la carrosserie, renforçe le châssis d'acier, modifie la suspension et installe une grue.
En Belgique, le développement du dépannage automobile a été structuré dès le début du XXe siècle par le Touring Club de Belgique, qui a progressivement mis en place un réseau d’assistance routière couvrant tout le territoire, notamment dans des villes comme Bruxelles où les contraintes urbaines ont façonné l’évolution des dépanneuses.

## Description
Il existe plusieurs modèles de dépanneuse selon leur usage, pour des voitures ou des poids lourds :    
- la dépanneuse à plateau fixe,
- la dépanneuse à plateau basculant,
- la dépanneuse à plateau avec grue,
- la dépanneuse panier (pour une hauteur basse comme dans un parking souterrain).

## Galerie d'images

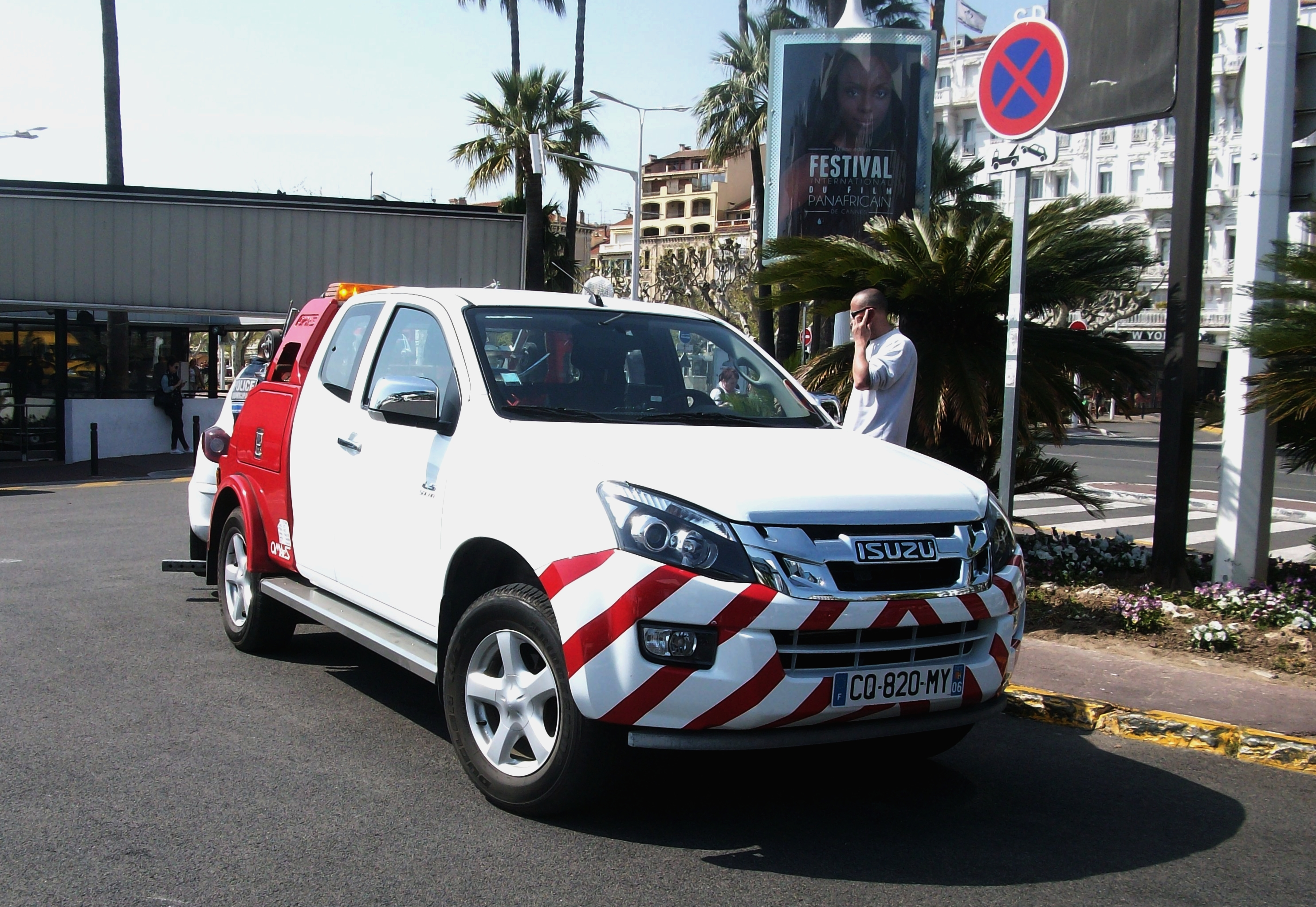
Dépanneuse Isuzu pick-up.
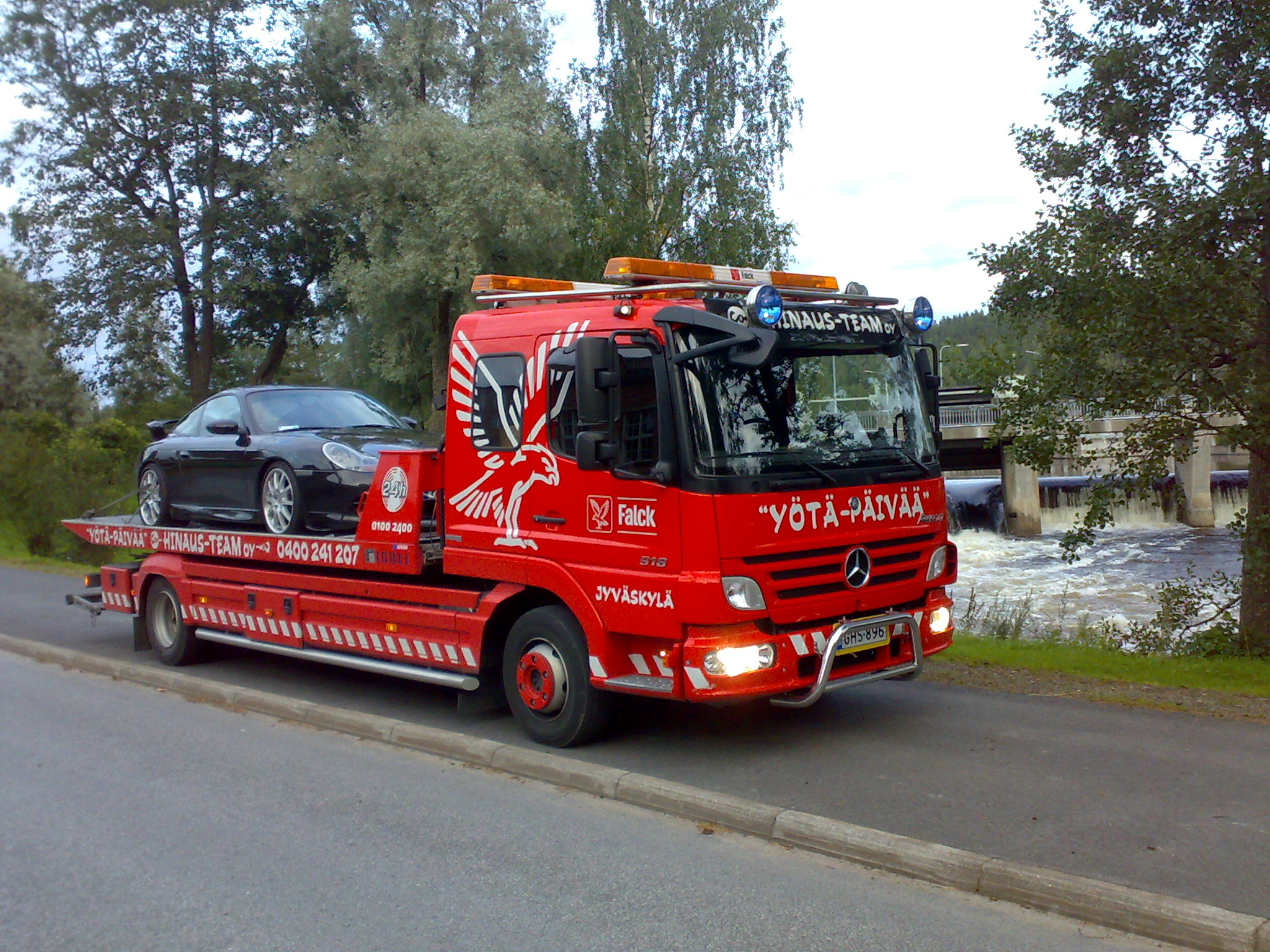
Remorqueuse Mercedes-Benz en plateau.
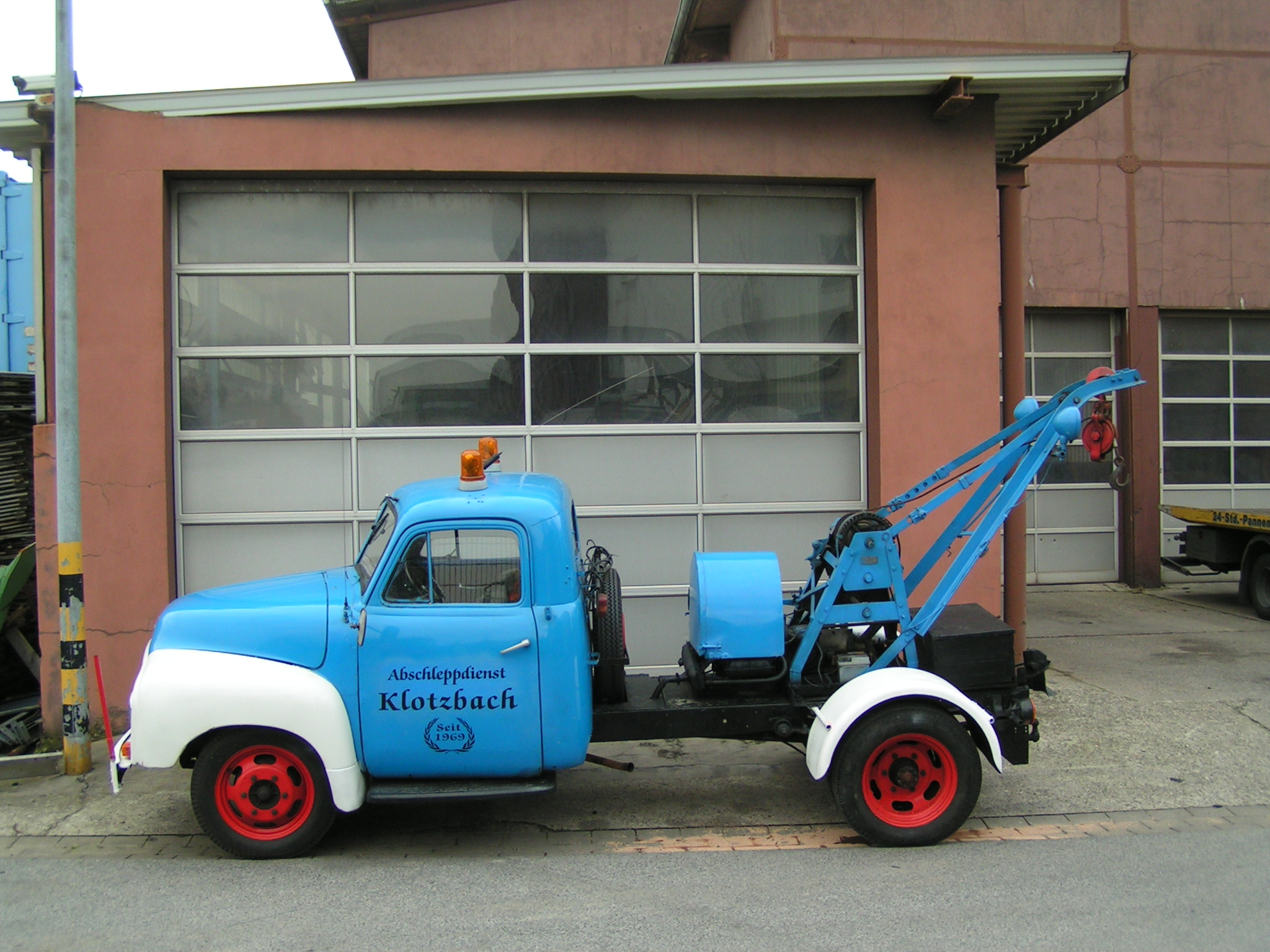
Dépanneuse Opel ouest-allemande des années 1950.
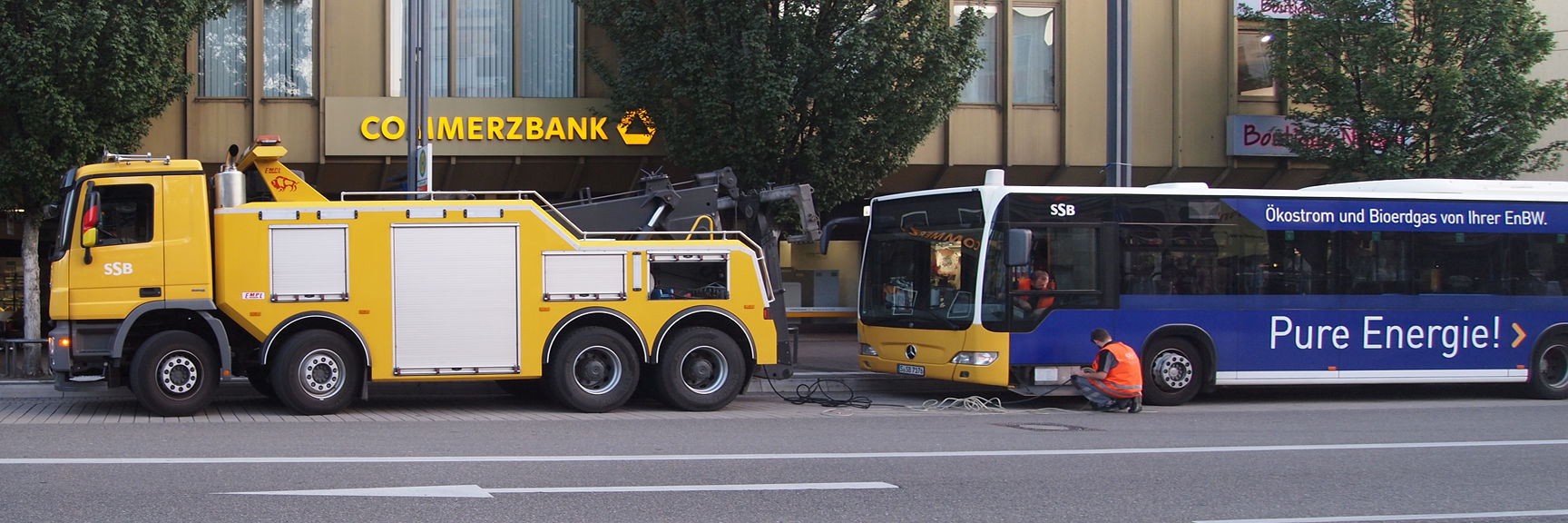
Dépanneuse pour autobus.
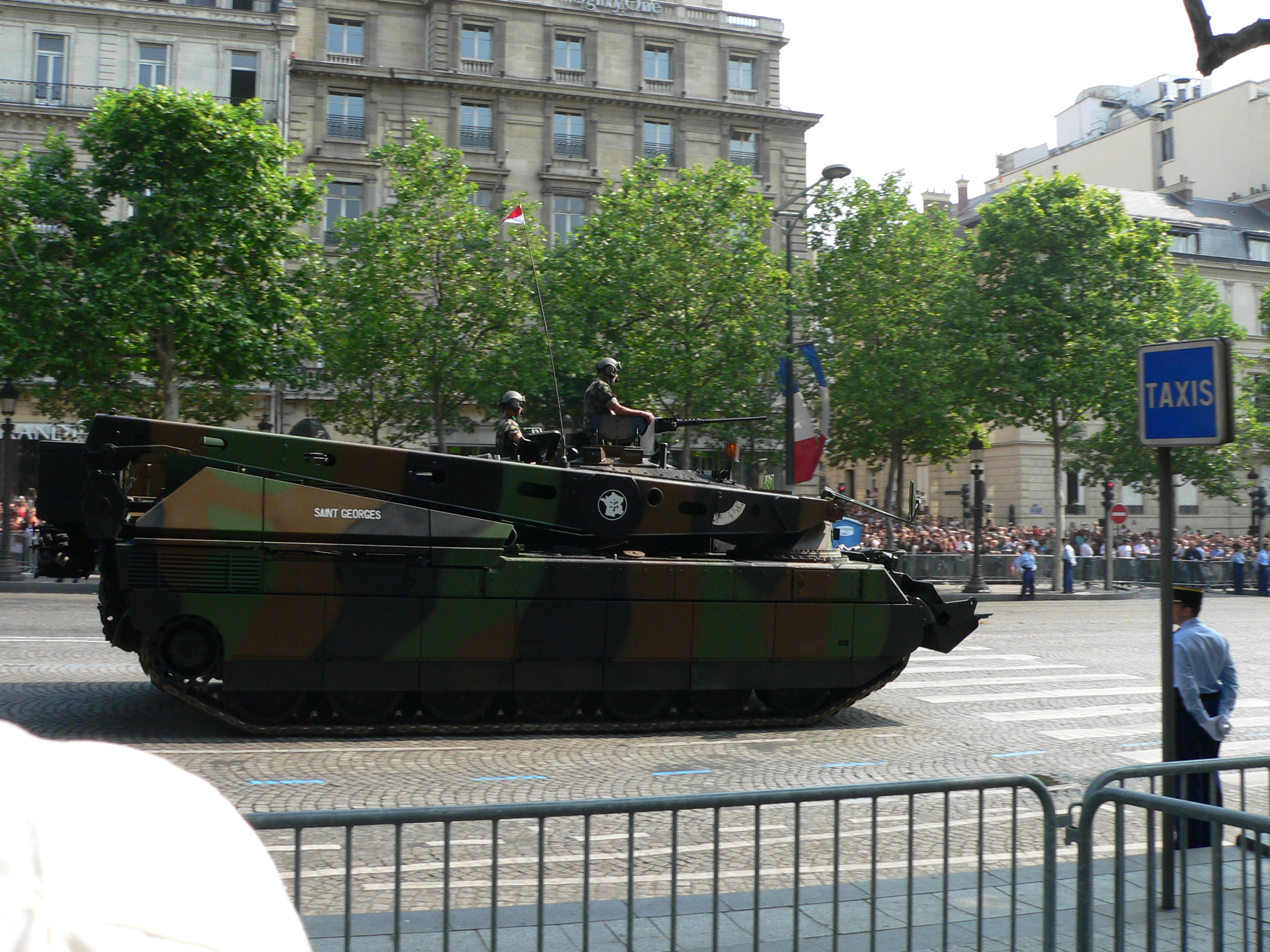
Char de dépannage DNG/DCL de l'armée de terre française.